# Weertmolen
De Weertmolen (ook: Vanden Bempt Molens) is een watermolen in de tot de Vlaams-Brabantse gemeente Oud-Heverlee behorende plaats Sint-Joris-Weert, gelegen aan de Molenstraat 43.
Deze bovenslagmolen op de Nethen fungeerde als korenmolen.

## Geschiedenis
Al in de 12e eeuw was er een molen op deze plaats. In 1551 werd de molen herbouwd. Gedurende de 19e eeuw werd het onderslagrad door een bovenslagrad vervangen.
In 1849 werd vlak bij deze korenmolen ook een papiermolen opgericht. In 1856 maakte deze deel uit van een kartonfabriek. In 1862 woedde een brand in het pand waar beide molens gevestigd waren. Enkel de korenmolen werd even later weer in gebruik genomen.
In 1908 werd de molen gekocht door Victor Vanden Bempt en deze installeerde een gasmotor en een cilindermolen. Bij de molen werd een kleine bakkerij gesticht en er werden veevoeders en meststoffen verkocht. Van 1908-1928 werd ook elektriciteit opgewekt voor de omwonenden.
Na de Tweede Wereldoorlog werd verder gegaan als industriële maalderij. Dit bedrijf werd stapsgewijs steeds verder gemoderniseerd. Het molenrad is echter, onder een afdak, nog steeds aanwezig.